# Protoceratidae
Los protocerátidos (Protoceratidae) son una familia extinta de mamíferos placentarios del orden Artiodactyla que vivieron desde el período Eoceno medio hasta el Plioceno superior en lo que ahora es América. Eran herbívoros y se parecían a los actuales ciervos, aunque poseían un cuerno encima de la nariz. Su posición filogenética ha sido controvertida; finalmente, se ha clasificado entre los Ruminantia.

## Taxonomía
Los Protoceratidae fueron nombrados por Marsh (1891). Es un tipo de Protoceras. Fue asignado a Pecora por Cook en 1934; a Ruminantia por Thurmond y Jones (1981) y Spaulding en(2009); a Tylopoda por Carroll y por Webb en 2003. Fue asignado a los artiodáctilos por Marsh (1891), Hulbert y Whitmore (2006) y Prothero y Ludtke (2007)
. Fue asignado al infraorden Tragulina por Spaulding en 2009.

## Morfología

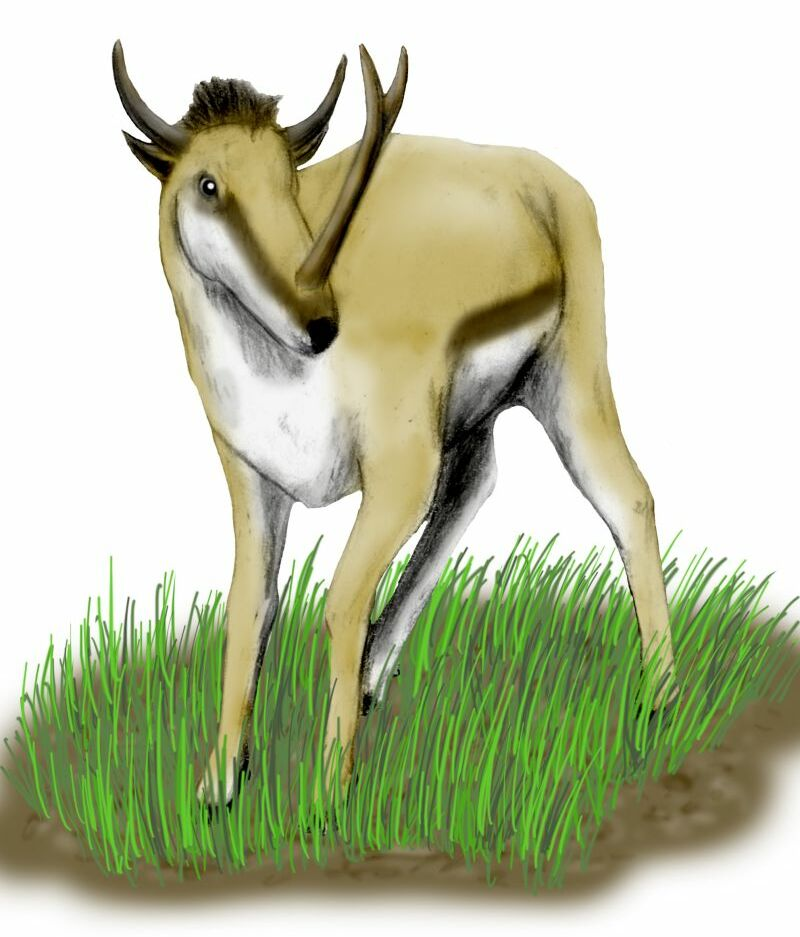
Boceto de un Synthetoceras macho

En vida, los protocerátidos probablemente se asemejaban a los ciervos, aunque no están directamente relacionados. Variaban de 1 a 2 m de largo, llegando al tamaño de un corzo al de un alce. A diferencia de muchos ungulados modernos, carecían de los huesos de la caña (metacarpos) en sus piernas. Su dentadura fue similar a la de los ciervos y los bóvidos modernos, lo que sugiere que se alimentaban de hierbas duras y alimentos similares, con un estómago complejo similar al de los camellos. Se cree que vivían en manadas.
La característica más notoria de estos animales, sin embargo, eran los cuernos de los machos. Además de tener cuernos en el lugar habitual, sobre sus ojos, tenían unos cuernos adicionales encima de sus narices. Estos cuernos se disponían en pares como en Syndyoceras, o podían estar fusionados en la base, ramificándose en dos puntas como ocurre en Synthetoceras. Los cuernos probablemente estaban cubiertos con piel, al igual que los de la jirafa. Las hembras o no tenían, o tenían cuernos mucho más pequeños que los machos, y por lo tanto se utilizaron probablemente en la exhibición sexual o la competencia por parejas. En las formas posteriores, los cuernos eran lo suficientemente grandes como para haberse utilizado en el combate entre machos, como las astas de algunos ciervos modernos.

## Géneros por época

### Eoceno
- Heteromeryx
- Leptoreodon
- Leptotragulus
- Poabromylus
- Pseudoprotoceras
- Toromeryx
- Trigenicus

### Oligoceno
- Protoceras

### Mioceno
- Paratoceras
- Lambdoceras
- Prosynthetoceras
- Synthetoceras
- Syndyoceras

### Plioceno
- Kyptoceras